# Маленькие трагедии (фильм, 1979)
«Маленькие трагедии» — советский трёхсерийный телевизионный художественный фильм, поставленный режиссёром Михаилом Швейцером по сочинениям А. С. Пушкина и снятый в 1979 году по заказу Государственного комитета СССР по телевидению и радиовещанию. Фильм посвящён 180-летнему юбилею поэта и 150-летию «Болдинской осени». Сюжет основан на произведениях цикла «Маленькие трагедии», написанных в 1830 году в селе Болдино.

### Структура
Связующим сюжетом фильма служит вольно интерпретированная неоконченная повесть Пушкина «Египетские ночи». Собственно «Маленькие трагедии» предстают как спонтанное творчество Импровизатора на темы, заданные публикой из «Египетских ночей».
Первая серия
- «Сцена из Фауста» (используется как пролог) со вставкой из «Набросков к замыслу о Фаусте»
- «Египетские ночи»
- «Моцарт и Сальери»
- «Гробовщик»

Вторая серия
- «Скупой рыцарь»
- «Египетские ночи»
- «Каменный гость»
- «Гости съезжались на дачу…»
- «На углу маленькой площади…»
- «Мы проводили вечер на даче…»
- «Я здесь, Инезилья»

Третья серия
- «Каменный гость»
- «Пир во время чумы»
- «Жил на свете рыцарь бедный»

## В главных ролях
- Георгий Тараторкин — Чарский
- Сергей Юрский — Импровизатор
- Валерий Золотухин — Моцарт
- Иннокентий Смоктуновский — Сальери / Барон, скупой рыцарь
- Николай Кочегаров — Мефистофель (озвучивает Игорь Ясулович) / один из гостей Лауры
- Ивар Калныньш — Фауст / Дон Карлос (озвучивает Сергей Малишевский)
- Леонид Куравлёв — Адриан Прохоров, гробовщик / Лепорелло, слуга дон Гуана
- Николай Бурляев — Альбер, сын барона
- Леонид Каюров — Алексей Иванович
- Наталья Данилова — Зинаида Вольская, княгиня
- Лидия Федосеева-Шукшина — Пожилая дама
- Светлана Переладова — Некрасивая девушка / Мери (вокальная партия — Валентина Игнатьева)
- Филипп Смоктуновский — герцог (озвучивает Игорь Ясулович)
- Лариса Удовиченко — Возлюбленная Альбера / Луиза
- Михаил Кокшенов (в титрах Кокшонов) — Иван, слуга Альбера
- Владимир Высоцкий[к 1] — дон Гуан
- Матлюба Алимова (в титрах Малюба Алимова) — Лаура
- Наталия Белохвостикова — Дона Анна
- Александр Трофимов — Вальсингам, председатель
- Иван Лапиков — Священник
- Григорий Маликов — Молодой человек
- Авангард Леонтьев — Соломон, еврей-ростовщик, кредитор Альбера (в титрах не указан)
- Инна Гулая — Царица ночи

### В эпизодах
- Александр Звенигорский — слуга Чарского / генерал
- Олег Клёнов — певец
- Татьяна Стерлинг — певица
- Лев Поляков — зритель в театре
- Анель Судакевич — зрительница
- Виталий Музиль
- Е. Максименко
- Э. Архангельская
- Наталья Захарова
- Мелания Мишуева
- Алла Майкова — дама в театре
- Валерий Лысенков — гость / поклонник Лауры
- Чеслав Сушкевич — слепой скрипач / монах
- Раднэр Муратов
- Андрей Бронников
- Елена Водолазова — девушка с косой на пиру
- Иван Жеваго — монах
- Н. Кошкин — гость / поклонник Лауры
- Надежда Матушкина
- И. Машинский
- Виктор Мархасев

## Съёмочная группа
- Автор сценария — Михаил Швейцер
- Режиссёр-постановщик — Михаил Швейцер
- Режиссёр — Софья Милькина
- Оператор-постановщик — Михаил Агранович
- Художник-постановщик — Владимир Филиппов
- Композитор — Альфред Шнитке
- Звукооператоры — Владимир Крачковский, Арнольд Шаргородский
- Дирижёр — Эмин Хачатурян
- Хореограф — Н. Авелиани
- Режиссёр — Л. Садикова
- Операторы — В. Иванов, В. Чибриков
- Монтаж — З. Верёвкиной, Н. Алфёровой
- Грим — Л. Баскаковой
- Костюмы — Н. Фоминой
- Комбинированные съёмки:

оператор — В. Жанов
художник — А. Рудаченко
- Редактор — И. Наумова
- Музыкальный редактор — Р. Лукина
- Директор картины — Зиновий Гризик

## Технические данные
- Фильм снят на плёнке Шосткинского химкомбината «Свема».